# Étienne-Henri Harouard du Beignon
Étienne-Henri Harouard du Beignon, seigneur de Buzay, de La Jarne, de Saint-Sornin, d'Angoulins et de Jousserant (né à La Jarne le 31 janvier 1697 et mort à La Rochelle le 1er janvier 1765), est un capitaine de navire, armateur, négrier et planteur esclavagiste français.

## Biographie

### Origines et débuts comme capitaine
Étienne-Henri Harouard du Beignon est le fils de Pierre Harouard († 1711), seigneur de Buzay, conseiller du roi, receveur des douanes au bureau des Fermes de La Rochelle, directeur général des vivres de l'armée en Italie, et de sa seconde épouse, Marie Suzanne Bernon (nièce de Gabriel Bernon et remariée à Gaspard de Bernard de Marigny, elle est la grand-mère du général vendéen Gaspard de Bernard de Marigny).
Il est reçu capitaine de navire par l'Amirauté de La Rochelle le 24 août 1724 et commande le navire l'Entreprenante à destination de la colonie de Saint-Domingue de 1726 à 1727. 

### Négociant, armateur et négrier

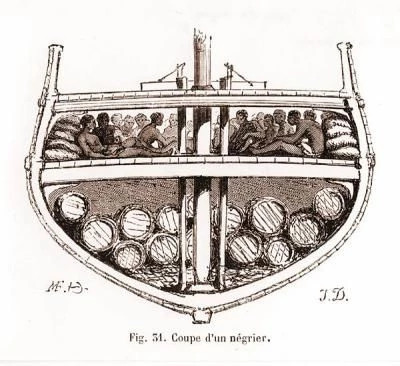
Coupe d'un navire négrier.

Installé par la suite comme négociant et armateur, il se fait également recevoir à la Monnaie de La Rochelle le 26 mai 1734. Il entretient un important commerce avec les colonies et arme en droiture plusieurs navires pour Saint-Domingue entre 1739 et 1754.
Associé avec Claude-Étienne Belin et Jacques Rasteau, on le voit également armer des navires négriers pour la Guinée. En 1735,1740 et 1744, son navire le Jason effectue trois voyages de traite, tout comme la Méduse, en 1749, 1752 et 1755. En 1740 et 1742, il lance également deux expéditions négrières sur le Conquérant et l'Unité.
Trois de ses bateaux sont pris par les Anglais, dont deux au retour de Saint-Domingue avec une cargaison estimée à 450 000 livres, sans pour autant porter un grand préjudice à ses capacités d'investissement.

### Planteur esclavagiste

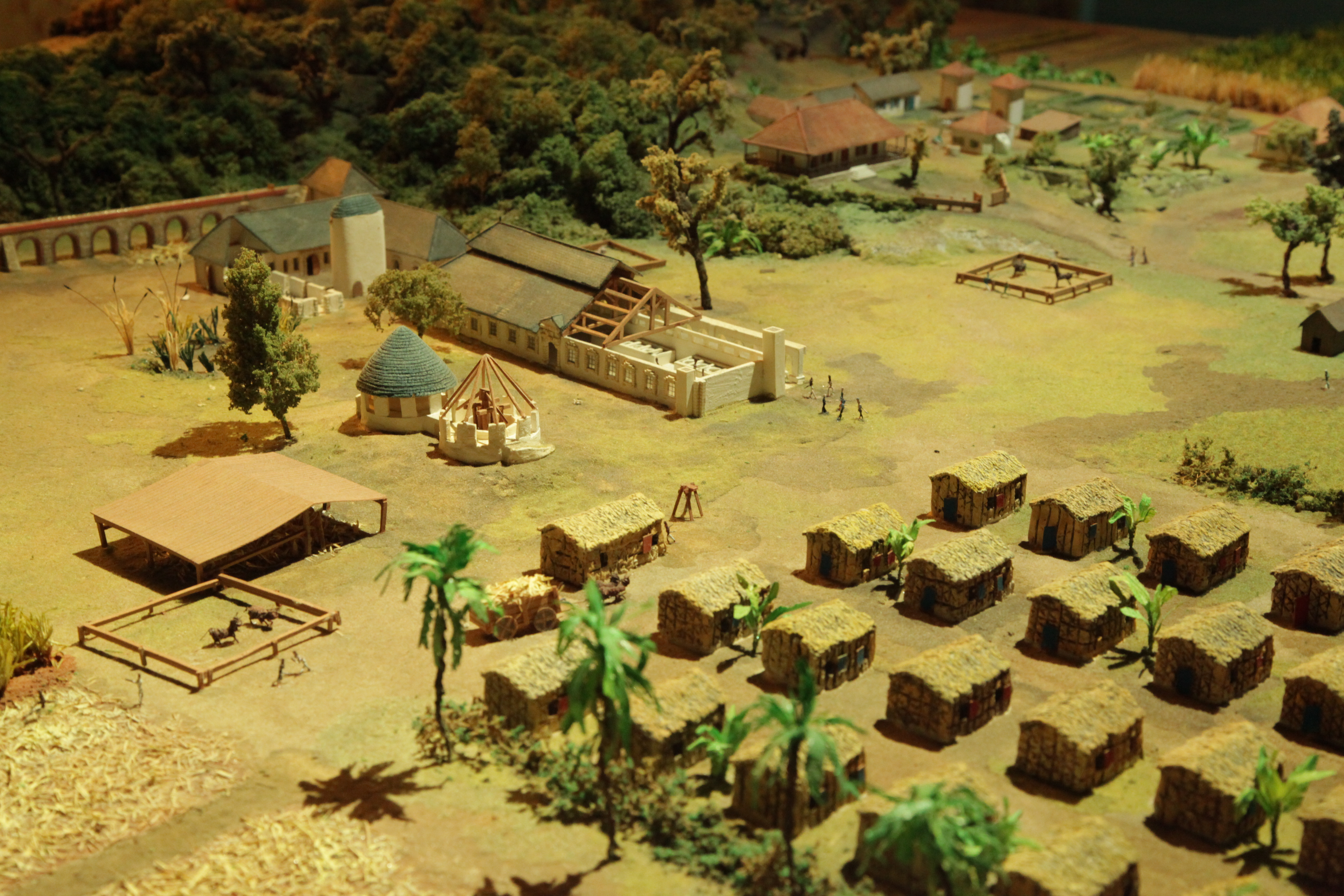
Maquette d'une habitation sucrière à Saint-Domingue (aujourd'hui Haïti).

Il prend aussi part à des opérations moins risquées de commission et de spéculation, ainsi qu'investit dans deux plantations sucrières dans la région du Cap-Français à Saint-Domingue. En 1746, il achète la moitié de l'Habitation Saint-Michel, situé au Quartier-Morin, pour la somme de 340 000 livres (l'équivalent de 3,8 millions d'euros en 2025). Les esclaves (ils seront jusqu'à 255 en 1791) y produisent en moyenne 360 000 livres de sucre chaque année.
Harouard acquiert aussi celle de la Pointe d'Ycaque à l'Acul (sur laquelle 121 esclaves travailleront en 1791). En tant que propriétaire absentéiste, il confie la gestion de ses plantations à un procureur qui reçoit 10% des recettes. Les naissances sur les plantations étant loin de compenser les décès, de nombreux achats d'esclaves sont nécessaires.
En 1826, dans le cadre de l'indemnisation par la république d'Haïti des anciens propriétaires français d'esclaves, les descendants d'Étienne-Henri Harouard toucheront la somme de 36 595 Francs or en dédommagement de la perte de leurs plantations causée par la Révolution haïtienne,.

### Notable et propriétaire foncier
En 1738, il est élu syndic de la Chambre de commerce de La Rochelle, fonctions qu'il conserve jusqu'en 1741. Il est ensuite consul de la juridiction consulaire en 1742 et 1744, avant d'exercer celles de directeur de la Chambre de commerce de 1754 à 1756.
Il acquiert de nombreux immeubles et terres : la seigneurie de La Jarne (1735), un hôtel particulier rue Dompierre estimé à 50 000 livres (1737), le jeu de paume de Gargouilleau (1739), une maison rue Dauphine (1749) et la seigneurie de Saint-Sornin (1750).

### Mariage et descendance
Il épouse Louise Torterue-Bonneau (fille de Louis Torterue-Bonneau, seigneur de Grolleau, marchand-banquier, syndic de la Chambre de commerce, et de Marie Besnard) en 1729 puis Angélique de Meynard (veuve de Louis Guillem de Piton, seigneur du Château-d'Oléron, capitaine au régiment de Beauvilliers cavalerie, fille de Jean Joseph de Meynard, seigneur de Saint-Michel, capitaine au régiment de Thiérache, et de Marie Angélique Régnier) en 1748. De son premier mariage, naissent :

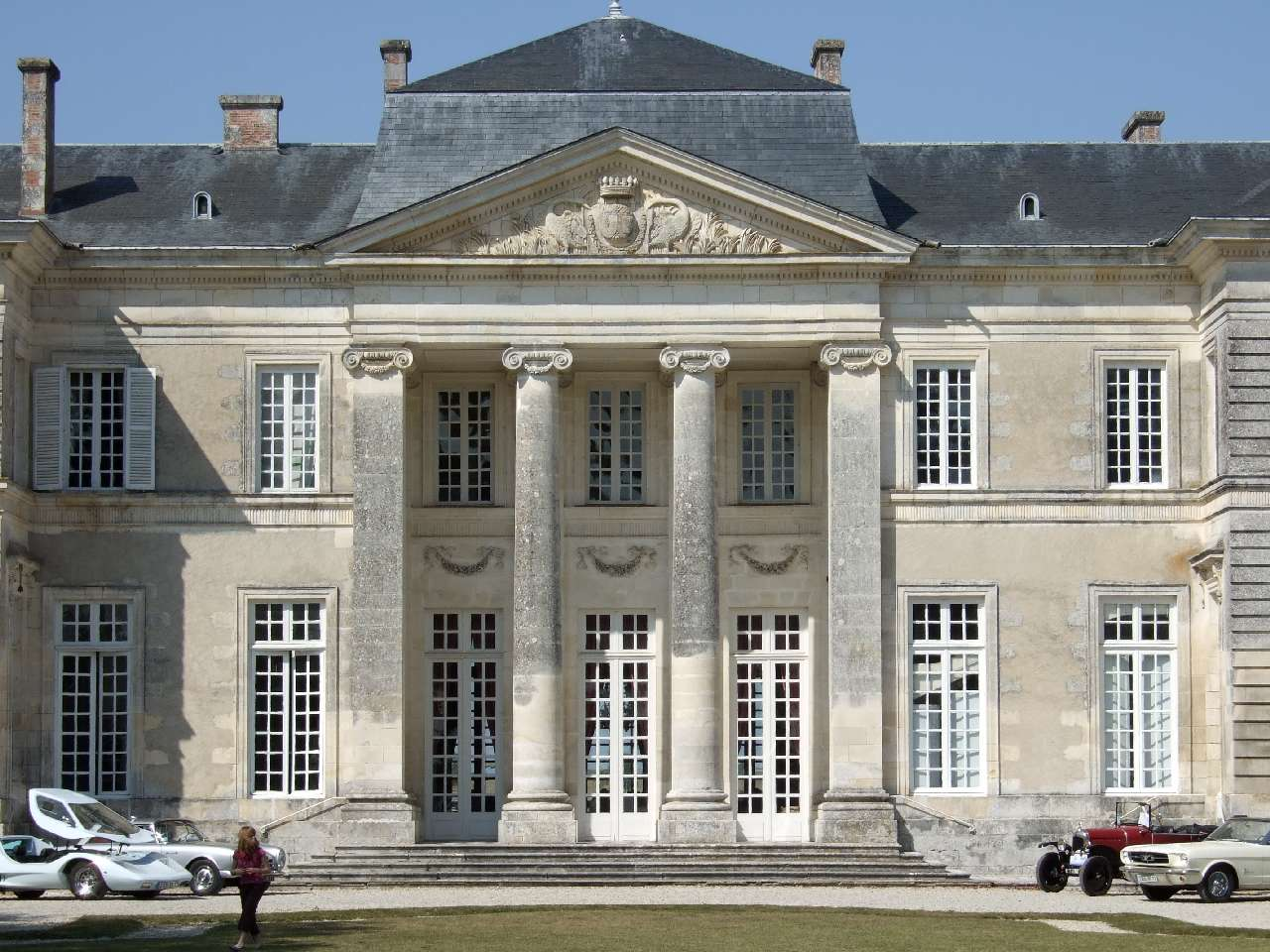
Château de Buzay.

- Pierre Étienne (1730-1802), avocat au parlement, conseiller du roi, lieutenant général de l'Amirauté de La Rochelle, commanditaire de l'actuel château de Buzay, planteur absentéiste[4], marié avec Marie Agathe Petit du Petit-Val
- François Henri (1731-1809), marié à Françoise-Esther de Saint-Estève
- Marie Louise Anne (1733-1739)
- Suzanne Jeanne (1737-1785), mariée à Denis François Marie Jean de Suarez, marquis d'Aulan, officier des galères (neveu d'Henri de Suarez d'Aulan et de Mgr Louis-Marie de Suarez d'Aulan). Ils sont les arrière-grands-parents d'Arthur Harouard de Suarez d'Aulan.

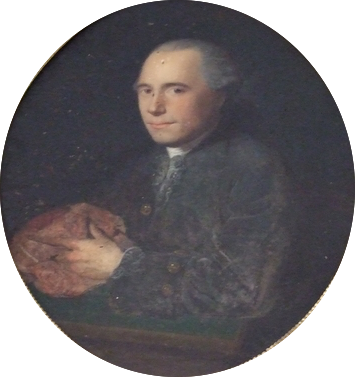
Pierre Étienne Harouard du Beignon.
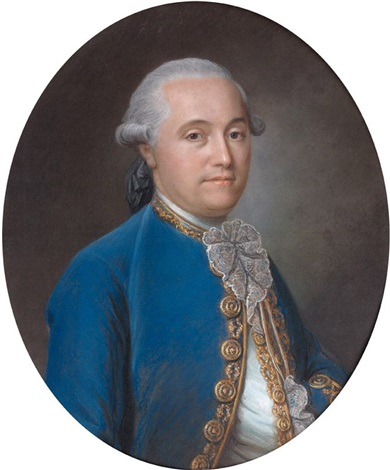
François-Henri Harouard de Saint-Sornin.
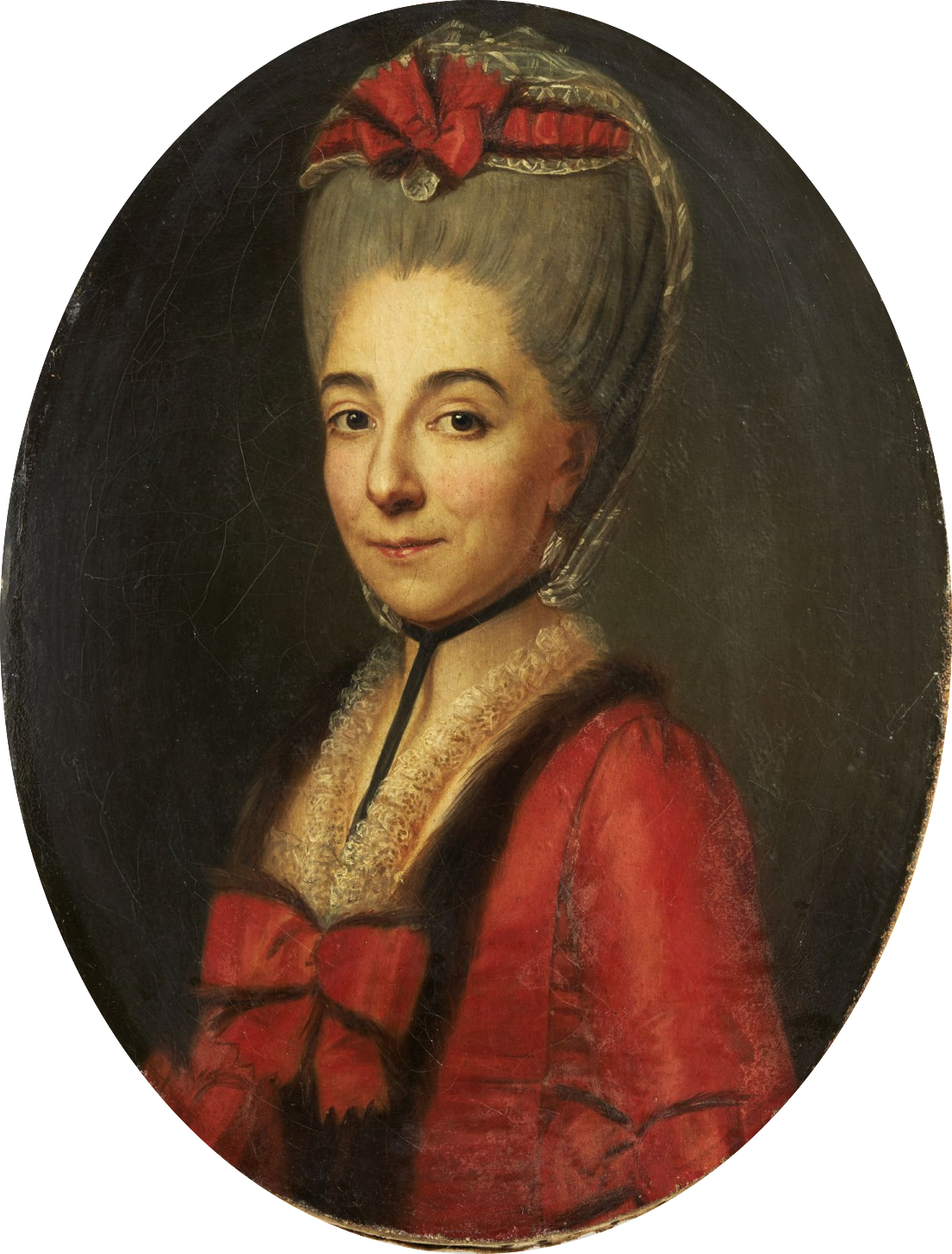
Suzanne Harouard du Beignon, marquise d'Aulan.